# Alessandro Gatti
Alessandro Gatti (...) è uno scrittore, traduttore e sceneggiatore italiano, autore di numerosi romanzi per ragazzi, tradotti in diverse lingue.

## Biografia
Alessandro Gatti è nato ad Alessandria. Ha trascorso buona parte della sua infanzia nel piccolo paesino di Calamandrana, nel Monferrato.  Si è trasferito poi a Torino, dove ha studiato, ottenendo una laurea e un dottorato di ricerca in Filosofia.
Tra il 1996 e il 2005 è stato redattore della rivista di narrativa Maltese Narrazioni, sulla quale sono apparsi diversi suoi racconti.
A partire dal 2005, con l’amico Pierdomenico Baccalario ha pubblicato la serie di libri per ragazzi Candy Circle (Mondadori) e la serie I gialli di Vicolo Voltaire(Piemme).
È l’autore dei dieci romanzi con protagonista Klincus Corteccia (Mondadori) e della serie Sherlock, Lupin e io (Piemme), firmata con lo pseudonimo di Irene Adler, che è stata pubblicata in diversi Paesi, tra cui gli Stati Uniti (Capstone Publishers).
Dal 2013, insieme a Davide Morosinotto, ha iniziato a pubblicare la serie Misteri coi baffi (Piemme).
Tra i suoi lavori più recenti ci sono il romanzo Ossian e Grace (Mondadori, 2015) e la serie I Faccioni (Edizioni EL, 2015).
Ormai da qualche anno vive dividendosi tra l’Italia e gli Stati Uniti. È sposato con la filosofa Carlotta Pavese, professoressa alla Cornell University.

## Opere

### Romanzi singoli
- Storia insolita della Valle d'Aosta (Storie insolite, 2007)
- La sfida delle sette pietre (Mondadori, 2008)
- Picabo Swayne. Le storie della camera oscura (Fanucci, 2011)
- Quaranta gradi (Einaudi Ragazzi, 2011)
- La lampada di Aladone (Edizioni EL, 2012)
- La scoperta del PolveRegno, (Fanucci 2013) con Lucia Vaccarino.
- Storia di goccia a fiocco, (Il Castoro, 2013) con Pierdomenico Baccalario
- Gli invincibili della Real Carciofo (Edizioni EL 2014)
- Girotondo del terrore (Piemme, 2014)
- Cinque carciofi contro il crimine (Piemme, 2015)
- Ossian e Grace (Mondadori, 2015)
- Le 23 regole per diventare scrittori (Mondadori, 2016) con Pierdomenico Baccalario

### Candy Circle
Serie di romanzi per ragazzi in collaborazione con Pierdomenico Baccalario, pubblicata da Mondadori.
- Pronti... partenza... crash! (2005)
- Attenti al guru! (2005)
- Salsicce e misteri (2005)
- Tutti addosso al drago rosso! (2005)
- Quando il bomber fa cilecca... (2005)
- Pecore alla deriva (2005)
- Faccia di menta (2006)
- Chi ha paura del Candy Circle? (2006)
- Paura a Gravenstein Castle (2006)
- Il tempio degli scorpioni di smeraldo (2008)

### I gialli di Vicolo Voltaire
Serie di romanzi per ragazzi in collaborazione con Pierdomenico Baccalario, pubblicata da Piemme.
- Un bicchiere di veleno (2009)
- Non si uccide un grande mago (2009)
- Lo strano caso del ritratto fiammingo (2010)
- Vacanza con delitto (2010)
- La baronessa nel baule (2010)
- Il mistero del quaderno cinese (2011)
- Lo scheletro sotto il tetto (2011)

### I romanzi del professor Focussen
Serie di romanzi per ragazzi pubblicata da Mondadori.
- Vol. 1 La stella del Nord. (2012)
- Vol. 2 La rosa dei venti. (2012)
- Vol. 3 L'occhio di giada. (2012)
- Vol. 4 Operazione U.F.O. (2013)
- Vol. 5 Mistery Race: l'ultimo enigma (2014)

### Misteri coi baffi
Serie di romanzi per ragazzi in collaborazione con Davide Morosinotto, pubblicata da Piemme.
- Misteri coi baffi Vol. 1. Chi ha rapito il re dei fornelli? - (2013)
- Misteri coi baffi Vol. 2. Un ladro... gentilmicio - (2013)
- Misteri coi baffi Vol. 3. Chi ha rubato il gatto d'oro? - (2013)
- Misteri coi baffi Vol. 4. Chi ha incastrato Jean Moustache? - (2014)
- Misteri coi baffi Vol. 5. Lo strano caso delle salsicce scomparse - (2014)
- Misteri coi baffi Vol. 6. Grande colpo alla banca di Parigi - (2014)

### Klincus Corteccia
Serie di romanzi per ragazzi, pubblicata da Mondadori.
- Klincus Corteccia e la lacrima di drago (2009)
- Klincus Corteccia e il fiore della luna (2009)
- Klinkus Corteccia e la Semprequercia parlante (2010)
- Klincus Corteccia e il signore del fuoco (2010)
- Klincus Corteccia e il cacciatore delle nevi (2011)
- Klinkus Corteccia e la grande tempesta (2011)
- Klincus Corteccia e il torrente di polvere (2011)
- Klincus Corteccia e il viaggiatore della notte (2012)
- Klincus Corteccia e l'isola senza nome (2012)
- Klincus Corteccia e La primavera scomparsa (2013)

### Sherlock, Lupin e io
Serie di romanzi per ragazzi firmata con lo pseudonimo di Irene Adler, pubblicata da Piemme.
- Vol. 1. Il trio della dama nera - (2011)
- Vol. 2. Ultimo atto al teatro dell'opera - (2012)
- Vol. 3. Il mistero della rosa scarlatta - (2012)
- Vol. 4. La cattedrale della paura - (2013)
- Vol. 5. Il castello di ghiaccio - (2013)
- Vol. 6. Le ombre della Senna - (2014)
- Vol. 7. L'enigma del Cobra Reale - (2014)
- Vol. 8. La sfinge di Hyde Park - (2014)
- Vol. 9. Caccia alla volpe con delitto - (2015)
- Vol. 10. Il signore del crimine - (2015)
- Vol. 11. Il porto degli inganni - (2015)
- Vol. 12. La nave degli addii - (2016)
- Vol. 13. Doppio finale - (2016)
- Vol. 14. In cerca di Anastasia - (2016)
- Vol. 15. L'enigma dell'uomo con il cilindro - (2017)
- Vol. 16. La maschera dell'assassino  - (2017)
- Vol. 17. Un delitto a Natale - (2017)
- Vol. 18. Trappola mortale per Mister Holmes - (2018)
- Vol. Speciale. I più grandi casi di Sherlock Holmes - (2018)
- Vol. 19. Omicidio in prima classe - (2018)
- Vol. 20. Intrigo a Costantinopoli - (2018)
- Vol. Speciale. I misteri di Londra nei racconti di Arthur Conan Doyle - (2019)
- Vol. 21. Grande inganno al Royal Hotel - (2019)
- Vol. Speciale. Cinque misteri per Natale - (2019)
- Vol. 22. Un ultimo ballo, Mr Holmes - (2020) (ULTIMO)

### Piccola Peg
Serie di romanzi per ragazzi in collaborazione con Giulia Sagramola, pubblicata da Il Castoro.
- Piccola Peg va in città (2012)
- Piccola Peg e la montagna di plastica (2014)

### Ciccio Frittata
Serie di romanzi per ragazzi in collaborazione con Pierdomenico Baccalario, pubblicata da Edizioni EL.
- Ciccio Frittata (2012)
- Ciccio Frittata e l'emergenza fetonte (2013)
- Ciccio Frittata e il diluvio condominiale (2014)
- Ciccio Frittata e l'Operazione Acchiappagatto (2015)

### Le sciagurate imprese di Riccardo Cuor di Cardo
Serie di romanzi per ragazzi in collaborazione con Pierdomenico Baccalario, pubblicata da Edizioni EL.
- L'eroe di Rocca Fangosa (2013)
- Il brigante Mascalzucco (2013)
- Al torneo di Montebavoso (2013)
- Il crociato raffreddato (2013)
- L'assedio di Rocca Fangosa (2014)
- Alla ricerca della spada Zamberlana (2014)

### Le tre isole
Serie di romanzi per ragazzi in collaborazione con Mark Menozzi, pubblicata da Mondadori.
- Le tre isole: Caledonya (2015)
- Le tre isole: Albion (2015)
- Le tre isole: Eyre (2016)

### I Faccioni
Serie di romanzi per ragazzi, pubblicata da Edizioni Emme
- Arrivano i Faccioni (2015)
- Tutti al mare (2015)
- E la lavatrice prese il volo (2015)
- Parapiglia alla fattoria (2015)
- Putiferio sulla neve (2015)
- Gran pasticcio a colle Piccione (2015)

### Classicini
Romanzi classici rivisitati da autori moderni, pubblicati da Edizioni EL.
- I viaggi di Gulliver, di Jonathan Swift (2013)
- Viaggio al centro della terra, di Jules Verne (2014)

### I Grandissimi
Grandi biografie scritte da giovani autori, pubblicati da Edizioni EL.
- Cristoforo Colombo, viaggiatore senza confini (2015)

### Non-Fiction
- Le 23 Regole per diventare scrittori], 2016, Mondadori (con Pierdomenico Baccalario)

## Filmografia
- Candy Circle, episodio 0 (con Pierdomenico Baccalario ed Enzo D'Alò)